# Cory Arcangel
Cory Arcangel (Brooklyn, 25 mei 1978) is een Amerikaans digitaal kunstenaar.  Arcangel ontwerpt kunst door gebruik te maken van digitale media. Zijn werk tracht op die manier een band te scheppen tussen cultuur en technologie. 

## Tentoonstellingen
Plaatsen waar Arcangels werk onlangs werd tentoongesteld:
- Whitney Museum  of  American  Art
- Guggenheim  Museum (New York)
- Museum of Modern Art
- Migros Museum für Gegenwartskunst